# André Decelle
Pour les articles homonymes, voir Decelles.
André Decelle, né le 29 juillet 1910 à Blénod-lès-Pont-à-Mousson et mort le 6 octobre 2007 à Neuilly-sur-Seine,, est une personnalité française connue pour ses activités lors de la Résistance — sous le pseudonyme Commandant Didier, — pour être le co-concepteur du barrage de l'Aigle, et pour avoir été un dirigeant d'entreprises, en particulier directeur général d’EDF, de 1962 à 1967 et président d'Aéroports de Paris de 1971 à 1975.

## Biographie

### Formation
Enfant, André Decelle est un camarade de classe de Pierre Schaeffer. Il est par la suite polytechnicien et ingénieur des ponts et chaussées,. Il est lieutenant de réserve du génie.

### Vie personnelle
Marié en premières noces à Henriette Bonnet-Large il a une première fille Marie-Andrée Decelle. Puis, à la suite du décès de son épouse, il est marié en secondes noces à Simonne Bernard (16 janvier 1923 - 25 juin 2015) dont il aura deux enfants : Alain Decelle (20 mars 1950) et Bruno Decelle (22 septembre 1953). Il a quatre petits-enfants, Jonathan Decelle, Arnaud Decelle, Caroline Decelle et Lucas Decelle.

### Résistance

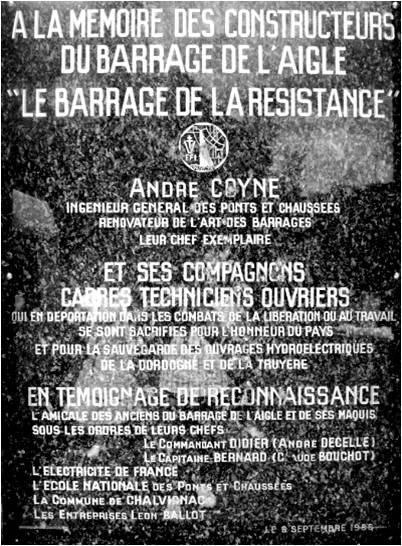
Plaque commémorative posée au barrage de l'Aigle en septembre 1985.

En 1941, il est recruté par son ancien professeur des ponts et chaussées André Coyne pour travailler à la conception du barrage de l'Aigle,,. Ce chantier s'avère constituer un appel d'air pour la Résistance, et André Decelle intègre l'organisation de résistance de l'armée (ORA) en novembre 1942. Dans ce mouvement, il devient le Commandant Didier,, à la tête du bataillon Didier dont le « rôle [est] déterminant dans la libération de l'Auvergne en l'été 1944 ».  André Decelle est également chef départemental de l'ORA du Cantal,.
Michel Peyramaure évoque à plusieurs reprises l'action du commandant Didier dans son roman « La Vallée endormie ».

### Carrière
Il a successivement travaillé à l'équipement hydraulique de la Dordogne puis de la Durance. Il devient en 1956 directeur des études générales d'Électricité de France. À EDF, il est ensuite directeur de la distribution du service national, directeur général adjoint et directeur général de 1962 à 1967,. En 1982, André Decelle précisera les circonstances de sa démission d'EDF motivée en particulier par son opposition à l'utilisation de la technologie du graphite gaz,,. Il prône « l'abandon de l'uranium naturel pour l'adoption de l'uranium enrichi », non seulement d'ailleurs pour des motifs de coûts relatifs, mais aussi pour des motifs de sécurité. Dans une entrevue accordée le 4 mai 1981 à Jean-François Picard et Alain Beltran, il apparaît qu'André Decelle, passablement « déprimé et découragé », a donné sa démission du conseil d'administration de l'EDF en date du 12 septembre 1967,,,, invoquant à cet effet des raisons à la fois de santé et d'ordre personnel.
En septembre 1967, à la suite de sa démission,,, il devient conseiller d'État en service extraordinaire. En septembre 1967, il est vice-président d'Aéroports de Paris avant d'en prendre la présidence de 1971 à 1975,. Il est notamment le président de l'inauguration du terminal 1 de l'aéroport de Paris-Charles-de-Gaulle le 8 mars 1974 en présence de Pierre Messmer.

## Hommages
- Médaille de la Résistance française[5],[2].
- Commandeur de la Légion d'honneur[5],[2].
- Grand officier de l'ordre national du Mérite (1976)[2],[15].
- Depuis une cérémonie tenue en 2011, l'école du village de Chalvignac dans le Cantal s'appelle école André-Decelle[16] (localisation de l'école : osm).

## Contributions historiques
- André Decelle (auteur du chapitre) et Fabienne Cardot (dir.), « Un chantier sous l'Occupation : le barrage de l'Aigle », dans Des entreprises pour produire de l'électricité : le génie civil, la construction électrique, les installateurs, Paris, Association pour l'histoire de l'électricité en France, coll. « Histoire de l'électricité », 1988, 400 p., 24 cm (ISBN 2-905821-06-X, BNF 35002084), p. 132-142Actes du cinquième colloque de l'Association pour l'histoire de l'électricité en France, 19-21 avril 1988. Ce chapitre est mentionné dans les notes de l'article « L'Industrie française des travaux publics (1940-1945) », de Dominique Barjot, publié en pages 415-436 du numéro 11-3, volume 11, année 1992, de la revue Histoire, économie et société, ce dernier article confirmant, en page 429, le rôle de direction d'André Decelle au sein du bataillon Didier.
- André Decelle (auteur du chapitre), « L'Organisation de résistance de l'armée dans le Cantal », dans Revue de la Haute-Auvergne, t. 56 : Avril-Septembre 1994, Aurillac, Société de la Haute-Auvergne, 1994, 25 cm (ISSN 1141-1325), p. 100-122Article recensé dans la table par auteurs de la Revue de la Haute-Auvergne.
- Bernard David-Cavaz (réalisation) et Électricité de France (médiathèque (distributeur), producteur de vidéogrammes, Direction de la communication, des affaires européennes et des relations internationales), L'aigle : un barrage dans la résistance, Paris, Boulogne-Billancourt, 1998, image animée, monographie, document comportant de nombreuses images d'archives. Thématique : Seconde Guerre mondiale (1939-1945) & mouvements de résistance (BNF 38412178) Support : 1 cassette vidéo (VHS) noir et blanc & couleur (SECAM), durée : 24 min. environ. Participants ou informateurs : André Decelle, Marcel Salagnac, André Coyne, Jean Brun, Jean Haag, Paul Bastard, Raymond Couderc, Pierre Jaquin, Robert Poirier, Jean Blanchet, Frédérick Cardozo. Ce document est disponible, aux Archives départementales du Cantal, sous la forme d'un DVD vidéo d'environ 24 minutes[17].